# Roberto Guilherme
Roberto Guilherme, nome artístico de Edward Guilherme Nunes da Silva (Distrito de Ladário, Corumbá, 25 de maio de 1938 – Rio de Janeiro, 10 de novembro de 2022), foi um ator, dublador e humorista brasileiro. Em 1963, iniciou uma longa parceria artística com Renato Aragão, tornando-se conhecido pelo personagem Sargento Pincel do programa Os Trapalhões. Posteriormente, voltou a interpretar o personagem em A Turma do Didi e Aventuras do Didi.

## Biografia
Roberto Guilherme nasceu em Ladário, na época distrito de Corumbá, Mato Grosso do Sul, em 1938. Aos 14 anos de idade, passou a jogar futebol profissionalmente, como ponta-esquerda no Vasco da Gama. Em 1957 concluiu o TIBaet, formando-se paraquedista militar com o número 3 098, e permaneceu jogando futebol pela Seleção Brasileira Militar, tendo jogado ao lado de Pelé e representado o país em disputas contra os Estados Unidos, Inglaterra, Panamá e Colômbia.

## Carreira
Na época em que estava no exército, escreveu uma peça de teatro amadora encenada no Olaria Atlético Clube. Acabou atuando na peça, e posteriormente, foi convidado para trabalhar na TV Rio. Em 1963, passou a trabalhar na TV Excelsior, onde conheceu Renato Aragão, de quem se tornou grande amigo e com quem inicou uma longa parceria na televisão.
Em 1966, interpretou pela primeira vez seu célebre personagem, o mal-humorado Sargento Pincel, no programa O Quartel do Barulho da RecordTV. A partir daí, atuou ao lado de Aragão e Dedé Santana em diversos programas, como Os Adoráveis Trapalhões, A Praça da Alegria e Os Insociáveis. Nessa época também interpretava Beto, uma espécie de "galã" do grupo.
Ele também trabalhou na TV Tupi, onde formou a dupla Jojoca e Xexéu com José Santa Cruz. Atuou no programa Apertura, até a falência da emissora, que depois passou a ser exibido pelo SBT com o nome Reapertura. Nessa época, chegou a fazer testes para interpretar o palhaço Bozo, mas perdeu para Wandeko Pipoca.
Em 1982 foi para a Rede Globo, onde passou a integrar o elenco d'Os Trapalhões, tendo permanecido no humorístico até seu fim definitivo em 1995, sendo considerado pelos fãs um 'quinto' trapalhão. Lá, interpretou diversos personagens, entre eles vilões, porém seu personagem mais lembrado tornou-se o Sargento Pincel, que tentava por ordem no quartel e irritava-se com as trapalhadas de Didi, o Soldado 49, por quem era sempre inorizado. Posteriormente, voltaria a interpretar o personagem em Os Trapalhões em Portugal, A Turma do Didi e As Aventuras do Didi. A identificação com essa personagem é tamanha que, em uma entrevista, afirmou que sua própria família lhe chamava de "Pinça".
Em 2007, foi um dos participantes da Dança dos Famosos, do Domingão do Faustão.
Após o término dos programas de Aragão, Guilherme permaneceu atuando em humorísticos da Globo e Multishow, como Zorra e Treme Treme. Em 2018, interpretou o General Armando no sitcom Dra. Darci, estrelado por Tom Cavalcante.
Nos cinemas, seu primeiro papel foi como o vilão Lobo na comédia Dois na Lona, estrelado por Aragão e Ted Boy Marino. Atuou em diversas filmes de comédia, alguns dos Trapalhões, geralmente em papéis menores. Em 1998, atuou ao lado de Aragão no filme Simão, o Fantasma Trapalhão, onde interpretou o papel-título. Em 2016, fez a dublagem do cantor Ozzy Osbourne para o filme Ghostbusters. Em 2017, atuou em Os Saltimbancos Trapalhões: Rumo a Hollywood, seu último trabalho ao lado de Aragão e Dedé.

## Vida pessoal
Adotou o nome "Roberto" em homenagem a seu ídolo, o cantor Roberto Carlos. Era casado com Sheila Sobral desde 1966, e com ela teve dois filhos, William e Valeska.
Faleceu em 10 de novembro de 2022, vítima de um câncer descoberto em 2018. Seu corpo foi cremado no Cemitério do Caju, no Rio de Janeiro.

## Filmografia

### Televisão
| Ano     | Título                          | Papel                              |
| ------- | ------------------------------- | ---------------------------------- |
| 2018    | Dra. Darci                      | General Armando Pinto              |
| 2018    | Treme Treme                     | Brigadeiro Docinho                 |
| 2015–17 | Zorra                           | Vários personagens                 |
| 2010–13 | Aventuras do Didi               | Sargento Pincel/Vários personagens |
| 2008–15 | Zorra Total                     | Vários personagens                 |
| 2007    | Dança dos Famosos               | Participante                       |
| 1998–10 | A Turma Do Didi                 | Sargento Pincel/Vários personagens |
| 1997–98 | Renato Aragão Especial          | Vários personagens                 |
| 1997    | Caça Talentos                   | Três Oitão                         |
| 1995–97 | Os Trapalhões em Portugal       | Vários personagens                 |
| 1994    | Escolinha Do Professor Raimundo | Carlos Carreta                     |
| 1982–95 | Os Trapalhões                   | Sargento Pincel/Vários personagens |
| 1982–83 | Balança Mas Não Cai             | Vários personagens                 |
| 1981–82 | Viva O Gordo                    | Vários personagens                 |
| 1980–81 | Reapertura                      | Vários personagens                 |
| 1979–80 | Apertura                        | Vários personagens                 |
| 1975–76 | Os Trapalhões                   | Sargento Pincel/Vários personagens |
| 1971–73 | Os Insociáveis                  | Beto                               |
| 1971–72 | Telecentral do Riso             | Xexéu                              |
| 1969–70 | Praça da Alegria                | Beto/Sargento Pincel               |
| 1966–69 | Quartel do Barulho              | Sargento Pincel                    |
| 1966–68 | Os Adoráveis Trapalhões         | Beto                               |
| 1965–66 | A Cidade Se Diverte             | Beto                               |

### Cinema
| Ano  | Título                                       | Papel                 |
| ---- | -------------------------------------------- | --------------------- |
| 2017 | Os Saltimbancos Trapalhões: Rumo a Hollywood | Barão Sumatra         |
| 2016 | Caça-Fantasmas                               | Ozzy Osbourne (voz)   |
| 1999 | O Trapalhão e a Luz Azul                     | Sr. Rabugento / Naval |
| 1998 | Simão, o Fantasma Trapalhão                  | Simão                 |
| 1997 | O Noviço Rebelde                             | Coronel Pereira       |
| 1990 | O Mistério de Robin Hood                     | Guarda Leão           |
| 1984 | A Filha dos Trapalhões                       | Frentista             |
| 1984 | Os Trapalhões e o Mágico de Oróz             | Dono da venda         |
| 1983 | Os Três Palhaços e o Menino                  | —                     |
| 1977 | Costinha e o King Mong                       | Chefe dos bandidos    |
| 1973 | Um Caipira em Bariloche                      | —                     |
| 1971 | Cômicos e Mais Cômicos                       | —                     |
| 1970 | Salário Mínimo                               | Guilherme             |
| 1968 | Dois na Lona                                 | Lobo                  |

### Teatro
| Título                                         |
| ---------------------------------------------- |
| Advocacia segundo os Irmãos Marx( 2008)        |
| Os Saltimbancos Trapalhões - O Musical ( 2014) |
| Boteco da Rodada (2019)                        |